# Helene Lübbers-Wegemann
Helene Lübbers-Wegemann (* 4. März 1875 in Heiligenstedten im Kreis Steinburg; † 10. April 1958 in Wohltorf bei Aumühle) war eine deutsche Malerin.

## Leben
Helene Lübbers-Wegemann besuchte anfangs, die Malschule des Landschafts- und Marinemalers Friedrich Schwinge in Hamburg und wurde anschließend drei Jahre lang von dem Bildnismaler und Lithografen Julius Rehder (1861–1955) sowie von Carl Rathjen in Neumühlen unterrichtet.
Als sie Hamburg 1930 verließ, wurde sie im Düvelsbeker Weg 28 in Kiel bei ihrem zweiten Ehemann ansässig. Sie unternahm im Laufe der Zeit verschiedene Reisen nach Italien, Nordafrika, Griechenland, Norwegen und in den Alpenraum.
1937 beteiligte sie sich an der Ausstellung Kunstschaffen in Kiel mit fünf Landschaftsbildern.
Nach dem Tod ihres ersten Mannes und der Trennung von ihrem zweiten Ehemann, dem Kieler Professor Georg Wegemann (1876–1961), lebte sie seit 1941 in bescheidenen Verhältnissen in Itzehoe.
Ihr Sohn und auch ihre Enkelin Kathrin Lübbers (* 1962 in Bremen) wurden ebenfalls Maler.

## Ausstellungen
- 1909: Ausstellung des Schleswig-Holsteinischen Kunstvereins.
- 1913: Ausstellung des Schleswig-Holsteinischen Kunstvereins.
- 1914: Ausstellung des Altonaer Künstlervereins.
- 1937: Kunstschaffen in Kiel, Kiel.
- 2017: Einblick in eine Gemäldesammlung Matthias Jarren u. a. im Künstlermuseum Heikendorf.[4]

## Mitgliedschaften
- Hamburgische Künstlerschaft
- 1945: Gründungsmitglied des Künstlerbundes Steinburg[5].